# Лідар

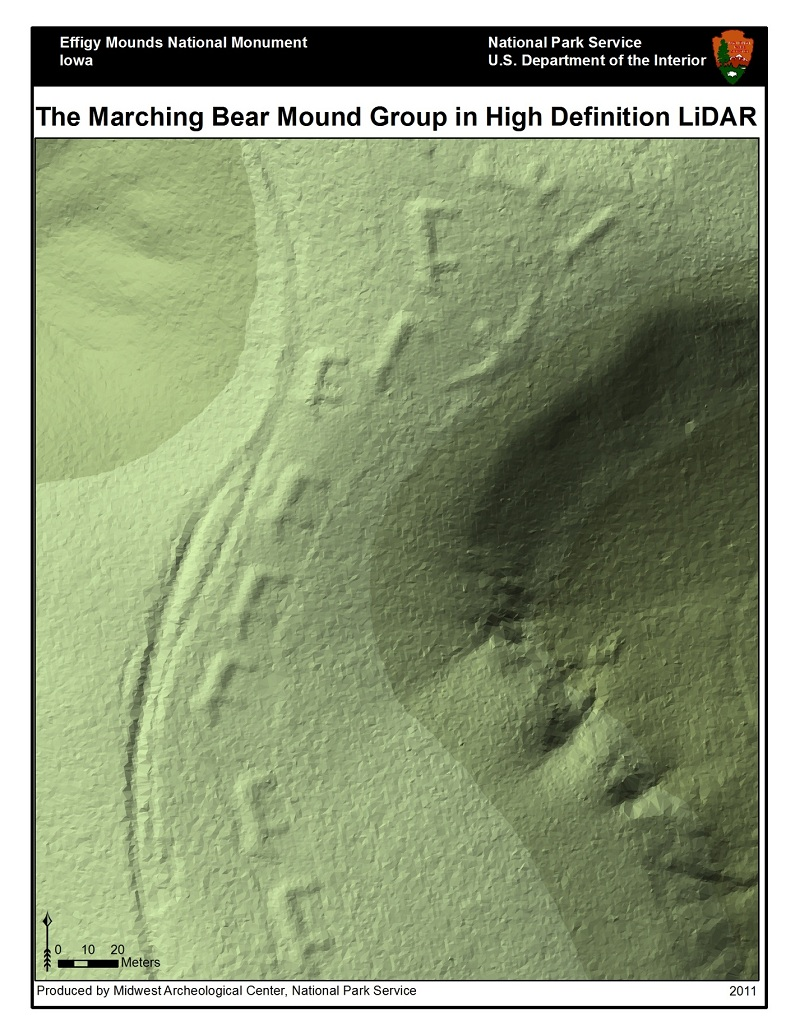
Зображення курганів у формі ведмедів, що крокують, отримане за допомогою лідару, Еффіджі-Маундз.

Лідар (транслітерація LIDAR англ. Light Identification, Detection and Ranging) — технологія отримання та обробки інформації про віддалені об'єкти за допомогою активних оптичних систем, що використовують явища відбиття світла і його розсіювання в прозорих і напівпрозорих середовищах.
Лідар як прилад — це, як мінімум, активний далекомір оптичного діапазону. Скануючі лідари в системах машинного зору формують двовимірну або тривимірну картину навколишнього простору. «Атмосферні» лідари здатні не тільки визначати відстані до непрозорих цілей, що відбивають світло, а й аналізувати властивості прозорого середовища, що розсіює світло. Різновидом атмосферних лідарів є доплерівські лідари, що визначають напрямок і швидкість переміщення повітряних потоків в різних шарах атмосфери.
Усталений переклад LIDAR як «лазерний радар» не цілком коректний, тому що в системах ближнього радіуса дії (наприклад, призначених для роботи в приміщеннях), головні властивості лазера: когерентність, висока щільність і миттєва потужність випромінювання — не затребувані, випромінювачами світла в таких системах можуть служити звичайні світлодіоди. Однак, в основних сферах застосування технології (дослідження атмосфери, геодезія та картографія) з радіусами дії від сотень метрів до сотень кілометрів, застосування лазерів неминуче.

## Історія
Абревіатура LIDAR вперше з'явилася в роботі Міддлтона і Спілхауса «Метеорологічні інструменти» 1953 року, задовго до винаходу лазерів. Перші лідари використовували як джерела світла звичайні або імпульсні лампи зі швидкісними затворами, що формували короткий імпульс.
В1963 р. у США почалися польові випробування носимого лазерного далекоміра XM-23 з потужністю випромінювання 2,5 Вт і діапазоном вимірюваних відстаней 200—9995 м. XM-23 був спочатку несекретним зразком і став базовим приладом для цивільних дослідників 1960-х років. До кінця 1960-х років лазерні далекоміри стали стандартним обладнанням нових танків США (першим зразком, спроєктованим із застосуванням лазерних далекомірів, став M551 Sheridan, запущений у серію в 1967 році). Цивільні застосування лазерних далекомірів були обмежені лише високою вартістю інтегральних схем того часу.
Першим практичним наземним застосуванням колідарної системи був «Colidar Mark II», великий гвинтівкоподібний лазерний далекомір, виготовлений у 1963 році, який мав дальність дії 11 км і точність 4,5 м і призначався для військового наведення на ціль.
Назва “фотонний радар” іноді використовується для позначення знаходження об'єктів у видимому діапазоні спектра, як лідар .
Перші застосування лідара були в метеорології, де Національний центр атмосферних досліджень використовував його для вимірювання хмар і забруднення.  Широка громадськість дізналася про точність і корисність лідарних систем в 1971 році під час місії Аполлон-15, коли астронавти використовували лазерний висотомір для складання карти поверхні Місяця. Хоча в англійській мові слово «radar» більше не розглядається, як абревіатура (тобто не пишеться з великої літери), слово «lidar» писалося з великої літери як «LIDAR» або «LiDAR» в деяких публікаціях, починаючи з 1980-х років. Консенсусу щодо написання з великої літери не існує. У різних публікаціях лідар називають «LIDAR», «LiDAR», «LIDaR» або «Lidar». Геологічна служба США використовує як «LIDAR», так і «lidar», іноді в одному документі;

## Загальний опис
Лідар використовує ультрафіолетове, видиме або ближнє інфрачервоне світло для зображення об'єктів. Він може бути націлений на широкий спектр матеріалів, включаючи неметалеві об'єкти, скелі, дощ, хімічні сполуки, аерозолі, хмари і навіть окремі молекули.  Вузький лазерний промінь може відображати фізичні об'єкти з дуже високою роздільною здатністю; наприклад, літак може відображати місцевість з роздільною здатністю 30 сантиметрів (12 дюймів) або краще.
Основна концепція лідара була започаткована Е. Х. Сінге у 1930 році, який передбачав використання потужних прожекторів для дослідження атмосфери. З того часу лідар широко використовується для дослідження атмосфери та метеорології. Лідарні прилади, встановлені на літаках і супутниках, виконують зйомку і картографування — недавнім прикладом є експериментальний передовий лідар для повітряних досліджень Геологічної служби США. NASA визначило лідар, як ключову технологію для забезпечення автономної точної безпечної посадки майбутніх роботизованих і пілотованих місячних апаратів.
Довжина хвиль варіюється залежно від цілі: від приблизно 10 мікрометрів (інфрачервоний діапазон) до приблизно 250 нанометрів (ультрафіолетовий діапазон). Зазвичай світло відбивається через зворотне розсіювання, на відміну від чистого відбиття, яке можна спостерігати за допомогою дзеркала. Різні типи розсіювання використовуються для різних застосувань лідарів: найчастіше Релеївське розсіювання, розсіювання Мі, комбінаційне розсіювання і флуоресценція. Відповідні комбінації довжин хвиль можуть дозволити дистанційне картування вмісту атмосфери шляхом виявлення залежних від довжини хвилі змін в інтенсивності сигналу, що повертається.